# Les Ormes (Vienne)
Les Ormes è un comune francese di 1 645 abitanti situato nel dipartimento della Vienne nella regione della Nuova Aquitania.

## Società

### Evoluzione demografica
Abitanti censiti